# Wyżnia Zwalista Szczerbina

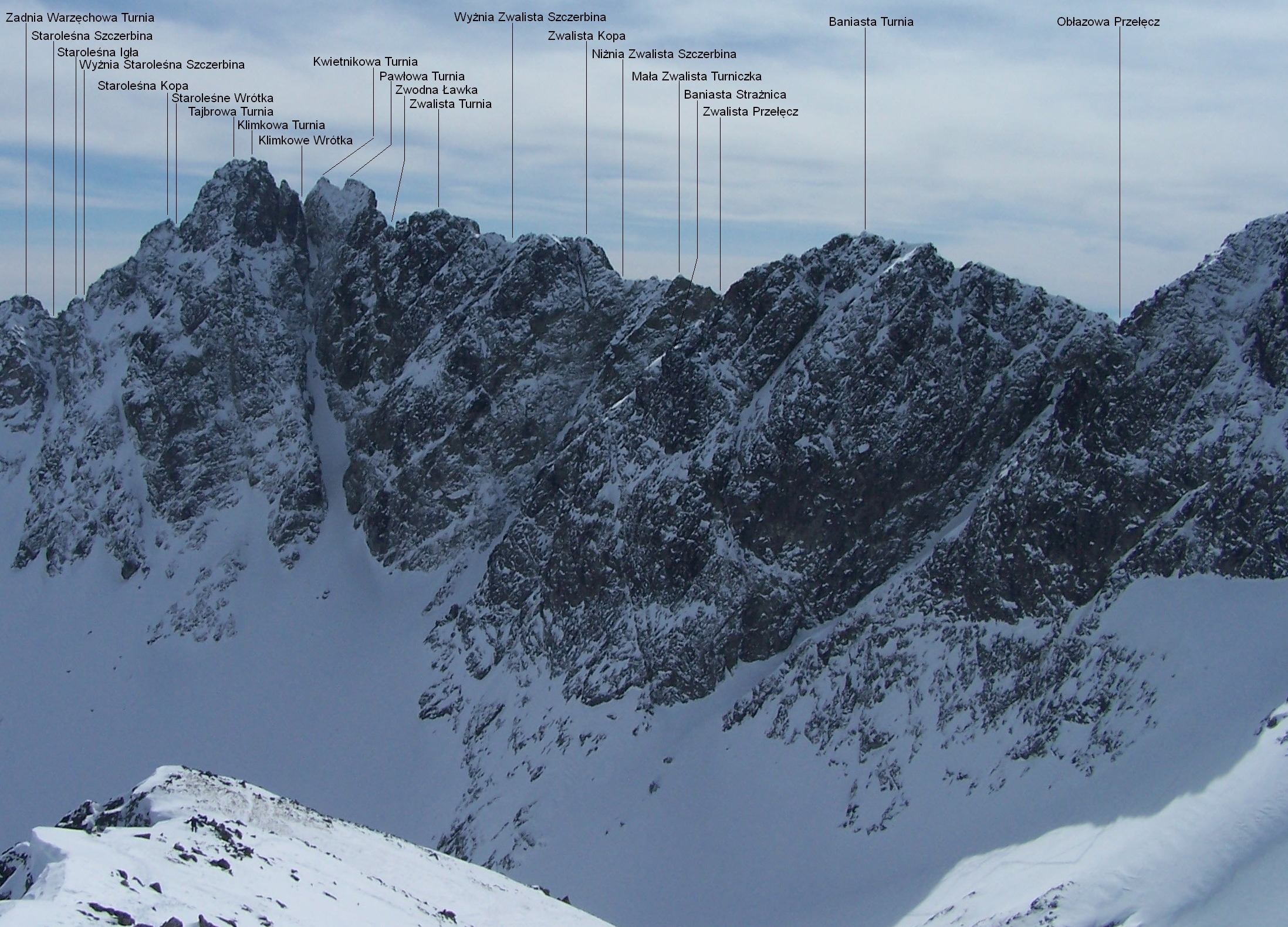
Widok ze Świstowego Szczytu

Wyżnia Zwalista Szczerbina (słow. Vyšná Weszterova štrbina, niem. Obere Weszter-Scharte, węg. Felső-Weszter-csorba) – przełęcz w słowackich Tatrach Wysokich, w bocznej grani odchodzącej na południowy wschód od Małej Wysokiej. Oddziela Zwalistą Kopę od Zwalistej Turni. Stoki południowo-zachodnie opadają do Zadniej Doliny Wielickiej, północno-wschodnie do Klimkowego Żlebu.
Na przełęcz nie wiodą żadne znakowane szlaki turystyczne. Polskie nazewnictwo przełęczy pochodzi od Zwalistej Turni, natomiast słowackie, niemieckie i węgierskie zostało nadane na cześć Paula Wesztera, który w 1888 r. wraz ze swymi szwagrami założył miejscowość Tatrzańska Polanka.

## Historia
Pierwsze wejścia turystyczne:
- Edward Koelichen, Jan Koelichen, Franciszek Krzyształowicz, Kazimierz Przerwa-Tetmajer, Tadeusz Boy-Żeleński, Klemens Bachleda, Jan Bachleda Tajber, Józef Haziak i Jan Obrochta Tomkowy, 14 sierpnia 1892 r. – letnie,
- Stanisław Krystyn Zaremba, 8 marca 1928 r. – zimowe[2].